# Mosquée Medina de Sheffield
La Mosquée Medina de Sheffield est une mosquée située à Sheffield en Angleterre.
Elle a été inaugurée en 2006 et a une capacité d'accueil de 2 300 personnes.